# Câmara de Lobos
Câmara de Lobos là một huyện thuộc Madeira, Bồ Đào Nha. Huyện này có diện tích 52 km², dân số thời điểm năm 2001 là 34614 người.